# إيمي قاي
إيمي قاي (بالإنجليزية: Amy Guy)‏ هي عارضة بريطانية، ولدت في 21 ديسمبر 1983 في ريكسهام في المملكة المتحدة.